# Physcia aipolia
 Physcia aipolia ist eine in Mitteleuropa häufigere Blattflechtenart, die Baumrinde besiedelt.

## Beschreibung
Das rosettige Lager von Physcia aipolia ist weißlich bis weißgrau und erreicht einen Durchmesser von maximal 6 cm. Im Unterschied zur sehr ähnlichen Physcia stellaris ist das Lager weiß punktiert (besonders in feuchtem Zustand sichtbar) und das Mark färbt sich mit Kalilauge gelb. Die dunkelbraunen bis schwarzen, meist bereiften Apothecien mit thallusfarbenem Rand treten häufig auf.

## Verbreitung
Physcia aipolia wächst auf Rinde von bevorzugt freistehenden Sträuchern oder Laubbäumen, oft auch in Astgabeln und Baumwipfeln. In Gebieten mit stärkerer Luftverschmutzung fehlt sie.